# Jorge Schwartz
Jorge Schwartz  (Posadas, 21 de agosto de 1944) es un crítico literario, investigador, curador y profesor universitario. Sus investigaciones sobre las vanguardias latinoamericanas se encuentran entre las más importantes y comentadas de la crítica literaria.

## Reseña biográfica
Nació en Argentina en 1944. Desde 1960 vive en San Pablo. Se graduó en Estudios Latinoamericanos y Literatura en la Universidad Hebrea de Jerusalén en 1970, y nueve años más tarde como doctor en Letras (Teoría literaria y Literatura comparada) por la Universidad de San Pablo, donde estudió con Antonio Candido y donde es investigador y profesor emérito. Durante estos años de estudio también estuvo en la Universidad de Yale (Estados Unidos), donde trabajó junto a Emir Rodríguez Monegal.
Es autor de Vanguardias latinoamericanas: textos programáticos y críticos (1991); Vanguardia y cosmopolitismo en la década del veinte: Oliverio Girondo y Oswald de Andrade (1993); Brasil, 1920-1950 (colaboración, 2000), Borges no Brasil (2001), Borges babilónico. Una enciclopedia (2022), entre otros volúmenes. Fue coordinador de la traducción de las Obras completas de Jorge Luis Borges al portugués (Premio Jabutí 1998 en la categoría traducción) y de varias obras críticas sobre el autor argentino. También coordinó la edición de las Obras completas de Oswald de Andrade.
Actualmente trabaja sobre las relaciones entre literatura y artes plásticas. Ha sido curador de varias exposiciones, entre ellas: De la Antropofagia a la Brasilia (IVAM), Horacio Coppola (Telefónica-Madrid), Grete Stern y Profesión Fotógrafo: Hildegard Rosenthal e Horacio Coppola (Museo Lasar Segall).  Fue director del Museo Lasar Segall entre 2008 y 2018.

## Libros
- Oswald de Andrade (1980)
- Murilo Rubiiio: a poética do uroboro (1981)
- Vanguarda e cosmopolitismo na década de 20: Oswald de Andrade e Oliverio Girondo (1983)
- Homenaje a Girondo (1987)
- Las vanguardias latinoamericanas. Textos programáticos y críticos (1991)
- Vanguardia y cosmopolitismo en la década del veinte: Oliverio Girondo y Oswald de Andrade (1993)
- Brasil. O Trânsito da Memória (1994)
- Brasil, 1920-1950 (2000)
- Borges no Brasil (2001)
- Oliverio. Nuevo homenaje a Girondo (2007)
- Além da Biblioteca (2011)
- Fervor de las vanguardias: arte y literatura en América Latina (2016)
- Borges babilónico. Una enciclopedia (2017/2023)